# Dekanat Radomsko – św. Lamberta
 Dekanat Radomsko – św. Lamberta – jeden z 36 dekanatów rzymskokatolickich należących do  archidiecezji częstochowskiej. Należy do regionu radomszczańskiego.

## Parafie
Do dekanatu Radomsko – św. Lamberta należy 10 parafii;
- Dmenin – parafia św. Szymona i św. Judy Tadeusza w Dmeninie
- Dziepółć – parafia Miłosierdzia Bożego w Dziepółci
- Kietlin – parafia Trójcy Przenajświętszej w Kietlinie
- Płoszów – parafia św. Antoniego Padewskiego w Płoszowie
- Radomsko – parafia św. Jana Chrzciciela w Radomsku
- Radomsko – parafia św. Lamberta w Radomsku
  - kościół parafialny – kolegiata św. Lamberta
- Radomsko – parafia Najświętszej Maryi Panny Matki Kościoła w Radomsku
- Radomsko – parafia Najświętszego Ciała i Krwi Chrystusa w Radomsku
- Stobiecko Szlacheckie – parafia św. Alberta Chmielowskiego w Stobiecku Szlacheckim
- Strzałków – parafia Nawiedzenia Najświętszej Maryi Panny w Strzałkowie